# Austin Majors
Austin Majors (Kern County in Californië, 23 november 1995 – Los Angeles, 11 februari 2023) was een Amerikaans acteur en stemacteur.

## Biografie
Majors haalde zijn diploma van de high school in 2013, hierna ging hij film- en televisieproductie en muziekindustrie studeren aan de University of Southern California in Los Angeles.
Majors begon als jeugdacteur in 1997 met acteren in de film Nevada, waarna hij nog meerdere rollen speelde in films en televisieseries. Hij is vooral bekend van zijn rol als Theo Sipowicz in de televisieserie NYPD Blue waar hij in 51 afleveringen speelde (1999-2004). Met de deze rol won hij in 2002 een Young Artist Award in de categorie Beste Optreden door een Jonge Acteur in een Televisieserie.
Majors overleed op 27-jarige leeftijd aan een overdosis fentanyl.

## Filmografie

### Films
- 2008 Night Writer – als Hank
- 2007 An Accidental Christmas – als Will Wright
- 2007 The Gray Man – als scout (stem)
- 2007 Dead Silence – als Michael Ashen (stem)
- 2006 Superman II: The Richard Donner Cut – als jongen op ranch (stem)
- 2006 The Ant Bully – als blauwe teamgenoot (stem)
- 2005 Little Manhattan – als jongen
- 2005 Hercules – als Hyllus (stem)
- 2002 Treasure Planet – als jonge Jim (stem)
- 2000 The Price of Air – als kleine jongen Ball
- 1997 Nevada – als jongen

### Televisieseries
Uitgezonderd eenmalige gastrollen.
- 1999-2004 NYPD Blue – als Theo Sipowicz – 51 afl.